# Резолюция 115 на Съвета за сигурност на ООН
Резолюция 115 на Съвета за сигурност на ООН е приета на 20 юни 1956 г. по повод кандидатурата на Мароко за членство в ООН. С Резолюция 115 Съветът за сигурност препоръчва на Общото събрание на ООН Мароко да бъде приет за член на Организацията на обединените нации.